# Клавария пурпуровая
Рога́тик пурпу́ровый (лат. Clavaria purpurea) — несъедобный гриб из рода Клавария (Clavaria).

## Синонимы
- Alloclavaria purpurea (Fr.) Dentinger & D.J. McLaughlin, 2007

## Описание
Плодовое тело тонкое, длинное, не ветвящееся. Окрашено в фиолетовые тона. Споры бледно-пурпуровые.